# Островский, Дмитрий Николаевич
Островский Дмитрий Николаевич (27 июля 1938 – 29 ноября 2023) – советский и российский ученый-биохимик, специалист в области биохимии и биофизики клеточных мембран, доктор биологических наук (1974), профессор.

## Биография
Родился в селе Таловая Таловского района Воронежской области, в семье агронома и школьной учительницы.
В 1960 году окончил биологический факультет МГУ имени М. В. Ломоносова, кафедру биохимии.
В 1960 направлен на работу в Институт биохимии им. А.Н. Баха Академии Наук СССР в качестве старшего лаборанта.
В 1961—1964 годах аспирант в Институте биохимии им. А.Н. Баха АН СССР в лаборатории эволюционной биохимии и субклеточных структур.
В 1965 году защитил диссертацию на соискание учёной степени кандидата биологических наук на тему «Изучение окислительного фосфорилирования в мембранах M. lysodeikticus» (по специальности 03.00.04 – биологическая химия) под научным руководством академика АН СССР А.И. Опарина.
После окончания аспирантуры последовательно работал в должности младшего научного сотрудника (1964 г.), старшего научного сотрудника (1970 г.) в лаборатории эволюционной биохимии и субклеточных структур.
После защиты кандидатской диссертации основным направлением работы стало изучение молекулярной организации биологических мембран. В 1974 году в Институте биохимии им. А.Н. Баха защитил диссертацию на соискание ученой степени доктора биологических наук по специальности 03.00.04 – биологическая химия на тему «Строение, свойства и некоторые функции мембран бактериальной клетки».
Островский Д.Н. – профессор биохимии с 1984 года.
С 1960 по 2016 гг. работал в ИНБИ РАН, где долгие годы заведовал лабораторией функциональной биохимии мембран (сейчас переименовала в лабораторию биохимии стрессов микроорганизмов)., был членом специализированных научных советов по защите диссертаций, преподавал, ездил по стране с циклами лекций.
Принимал активное участие в международных исследовательских проектах, работал во Франции (1967), в Японии (1967, 1972, 1987), в США (1976, 1979), в Швейцарии (1982).
Умер в 2023 г., похоронен в Москве.

## Научная деятельность
Островский Д.Н. имеет более 200 работ, включая 2 книги, 3 авторских права. Научный руководитель 22 кандидатских диссертаций, 1 докторской диссертации.
Основные исследования посвящены решению задач в области медицинской биотехнологии, совершенствованию и ускорению разработки лекарственных препаратов.
Д.Н. Островским с коллегами было обнаружено и изучено новое соединение - 2-С-метил-D-эритритол-2,4-циклопирофосфат (МЭЦ), которое накапливается в цитоплазме целого ряда бактерий, в том числе возбудителей таких опасных заболеваний, как туберкулез, проказа, дифтерия, способствуя защите бактериальной клетки от стрессов и поддержанию ее жизнеспособности.
Другой цикл работ посвящен изучению процесса образования свободных радикалов, с целью уменьшения последствий, вызванных окислительным стрессом.
Особый акцент в работах руководимого им коллектива был сделан на изучении взаимосвязи структурного состояния биомембран и функционирования дыхательной цепи бактерий.
Островский одним из первых внедрил в практику исследования бактериальных мембран биофизические методы исследования, такие как метод спинового зонда, ЯМР и ИК
спектороскопии. Островским совместно с Х. Шольцем была разработана ячейка для амперометрического определения кислорода, позволяющая, с высокой чувствительностью, непрерывную регистрацию скорости дыхания митохондрий, мембранных препаратов и клеточных суспензий. До сих пор это устройство является «бестселлером» для исследований в области биоэнергетики. [Шольц К. Ф., Островский Д. Н. Полярографическая ячейка для количественного
определения растворённого кислорода. Лаб. дело, 1965, 6, 375-378; Шольц К. Ф., Островский Д. Н.
Ячейка для амперометрического определения кислорода. Методы современной биохимии, 1975,
52-58].
Работы Островского в области динамики компонентов биологических мембран (белков и липидов) с применением этих и других методов получили широкую известность. Им впервые была
высказана идея о функциональном значении вращении АТФ –синтетазы в мембране, что впоследствии получило экспериментальное подтверждение, а также подвижности компонентов
дыхательной цепи для ее функционирования.
Важным аспектом лаборатории, руководимой Островским, являлось изучение мембраноактивных соединений природного и искусственного происхождения, для установления механизмов их
действия, что важно для разработки новых лекарственных препаратов.
Островский –соавтор двух монографий, посвященных структуре мембран бактерий и организации дыхательной цепи. 
(2 книги и их перевод перевод:
Гельман Н.С., Лукоянова М.А., Островский Д.Н. Дыхательный аппарат бактерий. Наука,
1966. 
Respiration and Phosphorylation of Bacteria. Nina S. Gel&#39;man, Marina A. Lukoyanova, and
Dmitrii N. Ostrovskii. Translated from the Russian edition (Moscow, 1966). Gifford B. Pinchot,
Translation Ed. Plenum, New York, 1967).
Эти книги оказали значительное влияние на развитие исследований в данной области и были настольными изданиями для многих ученых. Книги были переведены на английский язык и
опубликованы издательством Plenum Press (USA). Островским Д.Н. было открыто новое соединение 2-С-метил-D-эритритол-2,4-циклопирофосфат (МЭЦ) ( статья в Biochemical Journal)и
проведен обширный цикл работ по его исследованию. Это открытие позволило выявить совершенно новый немевалатный путь н путь биосинтеза изопреноидов , специфический для бактерий, в котором МЭЦ являлся важнейшим интермедиатом. Обнаружение нового пути способствует нахождению новых антибиотических соединений, с селективным действием против
бактериальных патогенов.
Островским было установлено, что:
- МЭЦ накапливается в цитоплазме целого ряда бактерий в достаточно большом количестве в
ответ на действие редоксциклирующих агентов, таких как менадион, паракват, бензилвиологен.
[Островский Д.Н. и др., ДАН, 1991; Островский Д.Н. и др., ДАН, 1992];
-накопление МЭЦ коррелирует со способностью бактерий расти в условиях стресса [Островский
Д.Н., Биохимия, 1995].
-МЭЦ, образуя комплексы с металлами переменной валентности, защищает клетки бактерий от
воздействия активных форм кислорода [Демина Г.Р. и др., Биохимия, 1995].
-МЭЦ играет значительную роль в поддержании жизнеспособности бактерий в мышиных
макрофагах [Огрель О.Д. и др., Биохимия, 1996; Ogrel et all., Current Microbiology, 1996].
-Накопление МЭЦ свойственно целому ряду бактерий, к которым относятся возбудители таких
опасных заболеваний, как туберкулез, проказа, дифтерия [Ostrovsky D.N. et all, Archives of
Microbiology, 1998].
Часть работ Д.Н. Островского связана с изучением свободных радикальных соединений, образующихся в бактериальной клетке. В бактериях (Micrococcus luteus, Brevibacterium ammoniagenes) были впервые идентифицированы гидроксиламинные соединения (аммонигенин и лизодектоза), переходящие в долгоживущие нитроксильные радикалы. Были установлены структурные формулы для обоих веществ: лактон N-гидрокси-N-(2-карбамоилэтил)-глутамил-4-амино-2-гидроксимасляный амид (аммонигенин) и 6-О-(2-дезокси-2-[N-метил]гидроксиламино-бета-D-глюкопиранозил)-альфа-альфа-трегалоза (трисахарид лизодектоза) [Biniukov V.I et all, BioFactors, 1989; Stepanov S. et all, BioFactors, 1991; Biniukov V.I et all, Free Radical Research, 1991; Щипанова И.Н. и др. Биохимия, 1992; Островский Д.Н. и др. Микробиология, 2003; Арцатбанов В.Ю и др. Микробиология, 2009]. Было предположено, что обнаруженные соединения представляют собой новую систему защиты клетки от окислительного стресса.
На протяжении всей своей научной деятельности Островский Д.Н. принимал активное участие в международной научной кооперации. С 1965 по 1990 годы работал совместно с проф. Милтоном
Солтоном (США) и проф. Иноуе (Япония). Неоднократно ездил в научные командировки во Францию, Японию, Швейцарию.
Островский Д.Н. являлся членом специализированных научных советов по защите диссертаций при Институте биохимии им. А.Н. Баха РАН и Институте биохимии и физиологии микроорганизмов
РАН.
Многие годы являлся председателем секции биологических мембран Биохимического общества Академии Наук.

## Семья
Отец – Николай Иванович Островский (1906-1971), советский ученый-агроном, доктор биологических наук, известен своими исследованиями спорыньи, за создание ее высокоалкалоидного штамма был награжден медалью ВДНХ СССР.
Жена – Марина Всеволодовна Островская (1936-2020), биохимик, кандидат биологических наук, вместе с мужем всю жизнь проработала в ИНБИ РАН.
Дочери – Ольга Дмитриевна Штех (Огрель), химик, кандидат химических наук, в конце 90-х работала вместе с отцом, сейчас живет и работает в Германии; 
Людмила Дмитриевна Островская, психолог, кандидат психологических наук, живет и работает в Москве.

## Научные работы
1. Ostrovsky D. et all, The ability of bacteria to accumulate diglycosylpyrophosphate is induced by
the rolroxidative stress // ДАН, 1991, 320, 477-480.
2. Ostrovsky D. et all, Correlation between mycobacteria tolerance and biosynthesis of new
metabolites: cyclopyrophosphate and radical-producing compound // ДАН, 1992, 325(5), 1071-
1076.
3. Ostrovsky D. et all, A new cyclopyrophosphate as a bacterial antistressor? // FEBS Letters, 1992,
298(2-3), 159-161.
4. Ostrovsky D. et all, The ability of bacteria to synthesize a new cyclopyrophosphate correlates
with their tolerance to redox-cycling drugs: on a crossroad of chemotherapy, environmental
toxicology and immunobiochemical problems // BioFactors, 1992, 4(1), 63-68.
5. Щипанова И.Н. и др., О природе нового макроэрга, возникающего у бактерий в ответ на
окислительный стресс // Биохимия. 1992, 57(6), 862-872.
6. Ostrovsky D. et all, Bacterial oxidative stress substance spontaneously recyclizes to form 2-
methylbutane-1,2,3,4-tetraol-1,2-cyclophospho-4-phosphate // BioFactors, 1994, 4(3-4), 155-
159.
7. Demina G. et all., Stability of a new product of oxidative stress in bacterial cells // Biochemistry,
1995, 60(4), 644-651.
8. Гончаренко А.В. и др., О роли 2-с-метилэритрол-2,4-циклопирофосфата в реактивации
&quot;некультивируемых&quot; форм Mycobacterium smegmatis // Микробиология, 2007, 76(2), 172-
178.
9. Ogrel O. et all., Participation of 2-C-methyl-D-erythritol-2,4-cyclopyrophosphate in reactions of
bacteria on oxidative stress and their persistence in macrophages // Biochemistry, 1996, 61(7),
1294-1302.
10. Ogrel O. et all., The ability of a recombinant escherichia coli strain to synthesize 2-c-methyl-d-
erythritol-2,4-cyclopyrophosphate correlates with its tolerance to in vitro induced oxidative
stress and to the bactericidal action of murine peritoneal macrophages // Current Microbiology,
1996, 32(4), 225-228.
11. Ostrovsky D. et all, Effect of oxidative stress on the biosynthesis of 2-c-methyl-d- erythritol-2,4-
cyclopyrophosphate and isoprenoids by several bacterial strains // Archives of Microbiology,
1998, 171(1), 69-72.
12. Biniukov V. et all, Derivatives of glutamic acid and trehalose which can be transformed into long-
living free radicals by the loss of an electron are identified in some bacteria // BioFactors
(Oxford, England), 1989, 2(2), 95-97.
13. Stepanov S. et all, Interconversion of radical and nitrone forms of lysodektose - a new
trisaccharide from Micrococcus lysodeikticus // BioFactors, 1991, 3(1), 37-39.
14. Biniukov V. et all, Lysodektose - a new trisacch aride from Micrococcus lysodeikticus which is
transformed into an aminoxyl free radical with the loss of an electron // Free Radical Research,
1991, 14(2), 91-95.
15. Ostrovskiĭ D. et all, Free radicals in mercury-resistant bacteria indicate a novel metabolic
pathway // Mikrobiologiia, 2003, 72(5), 594-599.
16. Арцатбанов В.Ю. и др., Нитроксильные соединения у бактерий: поиск функций //
Микробиология. 2009, 78(5), 605-611.